# Mykwa w Łęczycy
Mykwa w Łęczycy – znajduje się przy zbiegu ulic Kaliskiej oraz Szpitalnej i pierwotnie mieściła również mieszkanie rabina. Mieszkali tu rabini z rabinackiego rodu Auerbachów i sławny rabin Malbim. W budynku działały chedery. Sama mykwa mieściła się w piwnicach budowli. Obecnie budynek po przebudowie służy celom mieszkalnym. Gmach powstał pod koniec XVIII wieku i pełnił do II wojny światowej rolę Małej Synagogi w Łęczycy.